# I Love Lucy

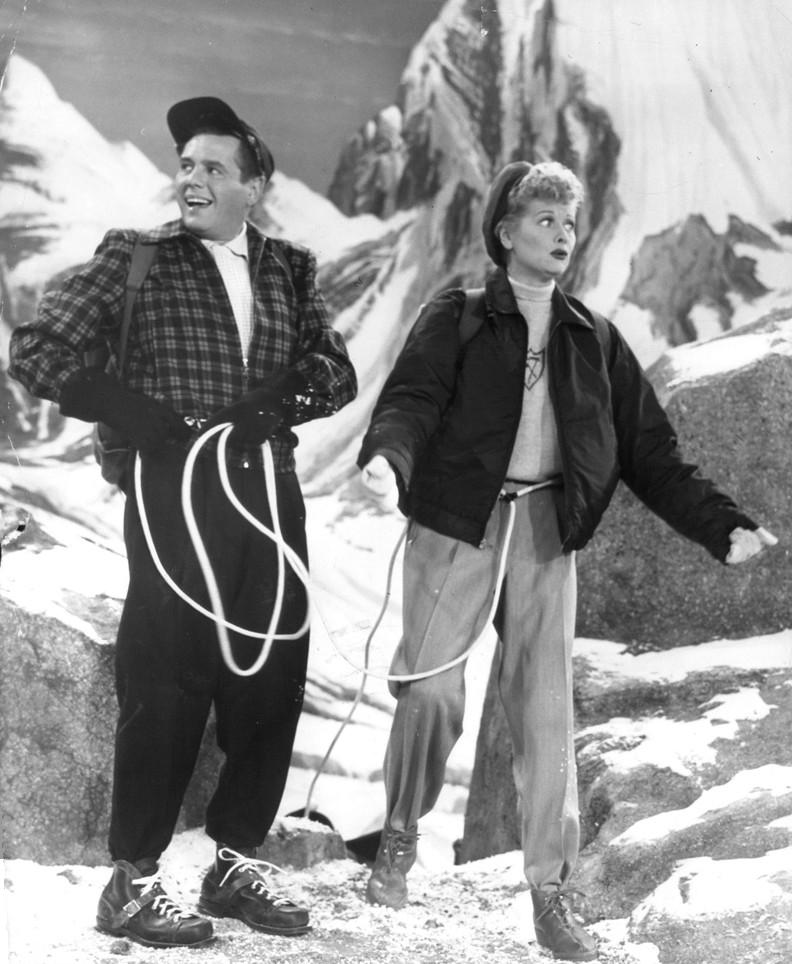
Scenă dintr-un episod

I Love Lucy este un sitcom american produs de televiziunea CBS. S-a întins pe șase sezoane, între anii 1951 și 1957, având 181 de episoade. Rolurile principale au fost jucate de Lucille Ball, Desi Arnaz, Vivian Vance, William Frawley și Richard Keith.

## Vezi și
- Cele mai bune 50 de seriale din toate timpurile #2